# Heino Jaeger – look before you kuck
Heino Jaeger – look before you kuck ist ein deutscher Film von Gerd Kroske aus dem Jahr 2012. Der Dokumentarfilm zeigt ein Porträt des heute weitgehend vergessenen Malers, Graphikers, Kabarettisten und Performance-Künstlers Heino Jaeger, der der Hamburger Anti-68er-Strömung angehörte. Die Uraufführung des Films fand am 30. Oktober 2012 beim 55. Internationalen Leipziger Festival für Dokumentar- und Animationsfilm im Rahmen des Deutschen Wettbewerbs statt. Deutscher Kinostart des von der Berliner Realistfilm produzierten Films war am 1. November 2012.

## Hintergründe
Heino Jaeger – look before you kuck ist der dritte Film in Kroskes Porträtserie über prominente Hamburger Persönlichkeiten, die 2000 mit dem Film Der Boxprinz über Norbert Grupe begann. An einem Drehtag von Der Boxprinz lernte Kroske den ehemaligen Pornokinobesitzer und Bordellbetreiber Wolfgang „Wolli“ Köhler kennen, dessen Leben er 2006 im Film Wollis Paradies erzählte. Über Köhler schließlich wurde er auf Heino Jaeger aufmerksam.
Über den Autor Joska Pintschovius, Jaegers engen Freund, bekam Kroske Kontakt zu ehemaligen Freunden, Kollegen und Verwandten Heino Jaegers. Aus den ausführlichen Unterhaltungen mit ihnen und Bildern, Zeichnungen, Fotos und Filmmaterial konnte Kroske Heino Jaeger „aus dem historischen ‚Off‘ holen“ und die Biografie eines „kriegskindtraumatisierten Ausnahmekünstlers – der genauso kaputt wie Deutschland in diesen Jahren war“ erzählen. Tondokumente aus dem Archiv des Saarländischen Rundfunks, wo Jaeger die Rundfunkreihe Fragen Sie Dr. Jaeger moderierte, sind ebenso Bestandteil des Films wie viele seiner Gemälde und Zeichnungen.
Der Film zeichnet Jaegers Porträt bis zu dessen Tod 1997 nach. Sein Leben war zunehmend durch Alkoholprobleme bestimmt. Nach mehreren von ihm selbst verursachten Bränden wies er sich Mitte der 1980er selbst in ein psychiatrisches Pflegeheim in Bad Oldesloe ein. Unter Pflegschaft gestellt mit Joska Pintschovius als gerichtlich bestelltem Pfleger starb er dort in schizoider Dämmerung an den Folgen eines Schlaganfalls.
Der Untertitel look before you kuck ist eine Anspielung auf Jaegers Affinität für militärische Gebrauchsgegenstände. Nach Pintschovius’ Darstellung trugen englische Militärkonservendosen die Aufschrift „look before you cook“.

## Kritiken
„Der Film entwirft mit Fotos, Tonaufnahmen und Interviews mit Wegbegleitern und Bewunderern ein verstörendes, latent geisterhaftes Porträt Jaegers sowie der Hamburger Kulturszene Mitte der 1970er-Jahre.“

„Gerd Kroske schafft in seinem Film ein Denkmal für einen Scheiternden und erhebt das Scheitern selbst zur folgerichtigen Reaktion auf die verrückten Verhältnisse jener Zeit.“

„Kroske [schuf] das Porträt eines 68ers, der nicht aus dem intellektuellen Milieu kommt, der künstlerisch im Gegensatz zu vielen Zeitgenossen die Brücken zur Vergangenheit nicht radikal abbricht, sondern sich an der Last der Vergangenheit reibt, ihr Bewahrenswertes entdeckt und an ihr verzweifelt. […] Kroske nähert sich Jaeger zunächst über die Bewunderer und Unterstützer seines malerischen Werkes und entblättert dann langsam und dramaturgisch schlüssig die Biografie des Ausnahmekünstlers, der es nie verstand, sich selbst zu vermarkten und sich auch nie vermarkten oder vereinnahmen ließ.“

„[Ein Film], der dem Eigensinn seiner Titelfigur zwar viel Raum gibt, sich aber nicht darauf beschränkt, das idiosynkratische Moment zu vereinseitigen. Kroske behandelt Jaegers Leben wie eine besondere, hochindividuelle Sonde, über die sich dennoch allgemeine gesellschaftliche Zustände perspektivieren und miterzählen lassen.“

„Indirekt entlarvten Jaegers improvisierte Texte, dass das Entsetzliche den Rang des Normalen erhalten hatte, wo der Horror des Bagatellisierens herrschte. Manches etwa, Jaegers ‚Interview mit Hitler‘ wurde nie gesendet, es galt als unzumutbar. Heino Jaeger hatte zu viel verstanden und wurde zuwenig verstanden. Diese fatale Kombination ließ ihn in der Irrenanstalt enden. Kroskes Film setzt der komplexen Person Jaeger mit Bedacht kein Denkmal. Vielmehr lässt er Jaeger in all seiner Verzweiflung und Komik lebendig werden.“

„Heino Jaeger selbst, so muss man wohl annehmen, hätte diesen Film über sein Leben gemocht; vielleicht hätte er auch ein wenig darüber gespottet, hätte die Stimme verstellt und all die auftretenden Freunde von früher nachgemacht. Wie das eben so seine Art war.“

„Der Film wagt das Portrait eines Abwesenden, der eigentlich keine Filmfigur ist und der in einem Hauptsatz nicht charakterisiert werden kann. Die Erzählung glückt durch die nüchterne, ausdauernde Konsequenz, mit der die schillernde Vielstimmigkeit dieses Abwesenden, der einem wie ein Medium der Traumata des deutschen 20. Jahrhunderts erscheinen muss, in eine komplexe, multimediale Filmsprache überführt. So hilft ausgerechnet die Kunst, die hier fast alle ästhetischen Disziplinen klug kompiliert und nebenher eine Hommage an das Kino der Bänder und Spulen am Beginn des digitalen Zeitalters formuliert, einen Künstler im Grenzgebiet des Wahns zu beschreiben – und den Zuschauer durch dessen Augen das Sehen zu lehren.“

## Auszeichnungen
2012 wurde Heino Jaeger – look before you kuck beim 55. Internationalen Leipziger Festival für Dokumentar- und Animationsfilm mit der Goldenen Taube ausgezeichnet. Außerdem bekam der Film den Filmpreis des 17. Filmfestes Schleswig-Holstein Augenweide 2013.
Von der Deutschen Film- und Medienbewertung (FBW) erhielt der Film das Prädikat besonders wertvoll.